# Festival de musique de Kiev
Le festival de musique de Kiev est un festival de musique ukrainien organisé chaque année à Kiev cherchant à mettre en avant des compositeurs ukrainiens modernes, bien que l'événement soit international.

## Histoire
Le festival est fondé en 1990 sous l'impulsion du compositeur ukrainien Ivan Karabits, rentré d'un voyage aux États-Unis avec la volonté de faire connaître la musique ukrainienne. L'Union nationale des compositeurs d'Ukraine et le ministère de la Culture co-fondent l'événement. Les genres représentés vont de la musique ukrainienne traditionnelle à la musique classique en passant par le jazz, et des concerts en extérieur aux mêmes dates s'étendent à la pop moderne. Des conférences sont également tenues par des professionnels de la musique pendant la semaine du festival.
En 2001, Karabits cesse d'organiser l'événement, qui est repris par Myroslav Skoryk jusqu'en 2005, puis par Ivan Nebesny (en). En 2020, Ihor Chtcherbakov devient responsable du festival[réf. nécessaire]. Pendant l'ensemble de cette histoire, Myroslav Skoryk est directeur artistique du festival.
Le festival est organisé chaque année en septembre ou octobre. Il est organisé dans plusieurs bâtiments de Kiev connus pour leur architecture : l'opéra national d'Ukraine, la Philharmonie nationale d'Ukraine, le conservatoire national de musique d'Ukraine, la Maison nationale d'orgue et de musique de chambre d'Ukraine (en) (hébergée dans la cathédrale Saint-Nicolas de Kiev) et l'Académie nationale des sciences d'Ukraine, ainsi que dans des lieux en extérieur partout dans le pays.